# FN Browning Kleinkaliber Selbstladepistole

Die FN-Browning Kleinkaliber-Selbstladepistole ist eine Baureihe von Selbstladepistolen des belgischen Waffenherstellers Fabrique Nationale Herstal im Kaliber .22 lfB.

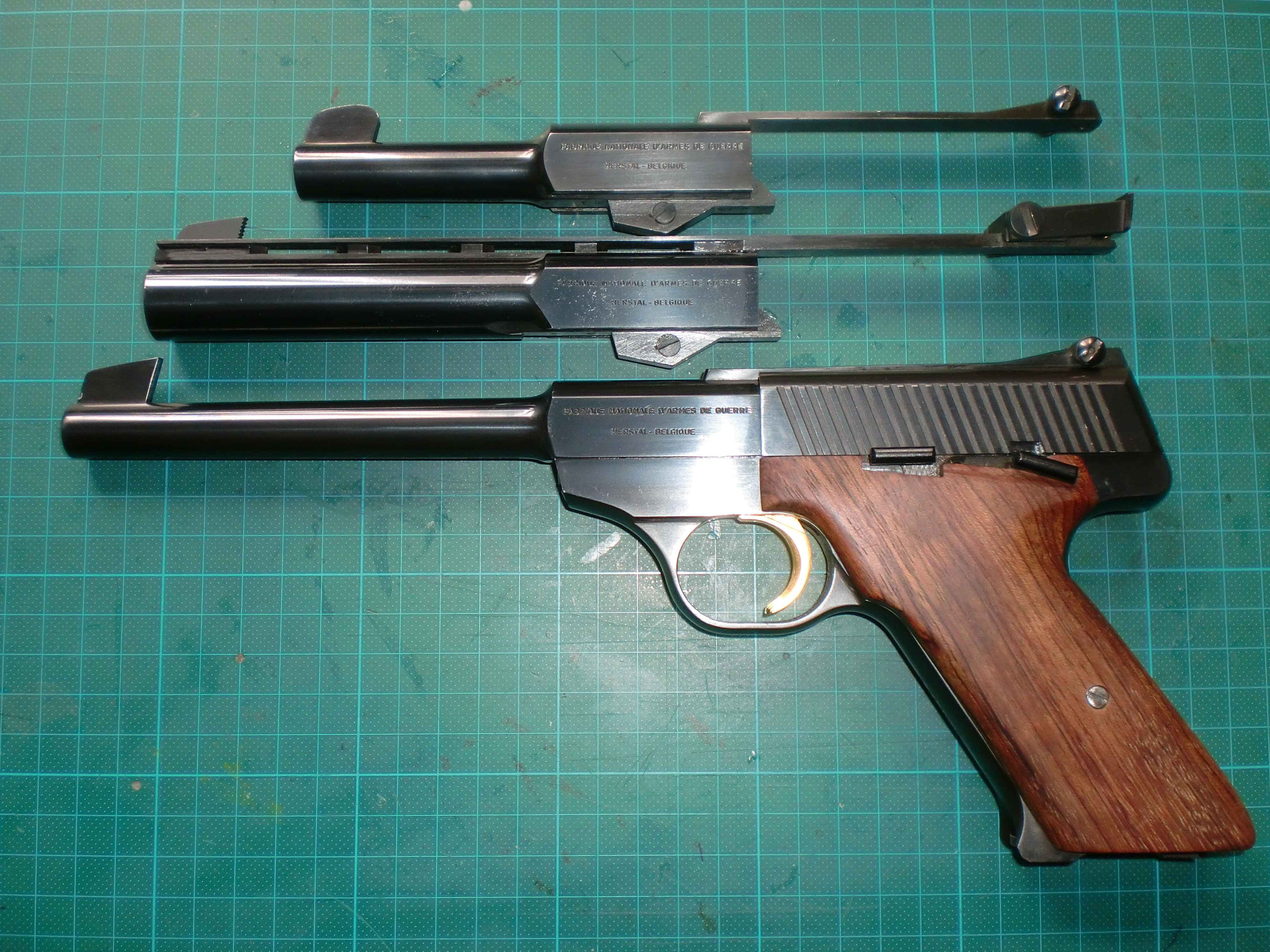
FN Mod. 150 in verschiedenen Lauflängen.von oben nach unten:4,5 Zoll; 5,9 Zoll; 6,7 Zoll

## Entwicklung
Die Baureihe wird seit 1962 durchgehend gefertigt und basiert auf einer Grundkonstruktion, unter anderem einem nahezu identischen Griffstück. Zunächst wurden die Waffen bei FN in Herstal hergestellt, später wurde die Produktion zu Herstals Tochterfirma Browning Arms Company in den U.S.A. verlagert.
Viele Konstruktionsmerkmale ähneln der von John Browning entworfenen Kleinkaliber-Selbstladepistole Colt Woodsman, die von 1915 bis 1977 gebaut wurde. Auch die High Standard-Modelle HD, HDM und die späteren Modelle, wie die .22 Supermatic Citation weisen Ähnlichkeiten mit FN-Brownings Kleinkaliber-Selbstladepistolen, wie z. B. FN Brownings erstem .22-Modell Nomad, auf. Es ist teilweise möglich Magazine aus High Standard Pistolen in Waffen von FN Browning zu verwenden.

## Modelle
Die vielfältigen Unterschiede zeigen sich u. a. in der Ausgestaltung der Läufe, Abzugsfunktionen und der Griffe.
- FN Nomad[7]
- FN 150[8]
- FN International & International II
- FN Practice 150[9]
- Browning Challenger & Challenger II[10]
- Browning Medalist (en) / Concours[11] (fr)
- Browning Buck Mark[12][13]

## Funktionen

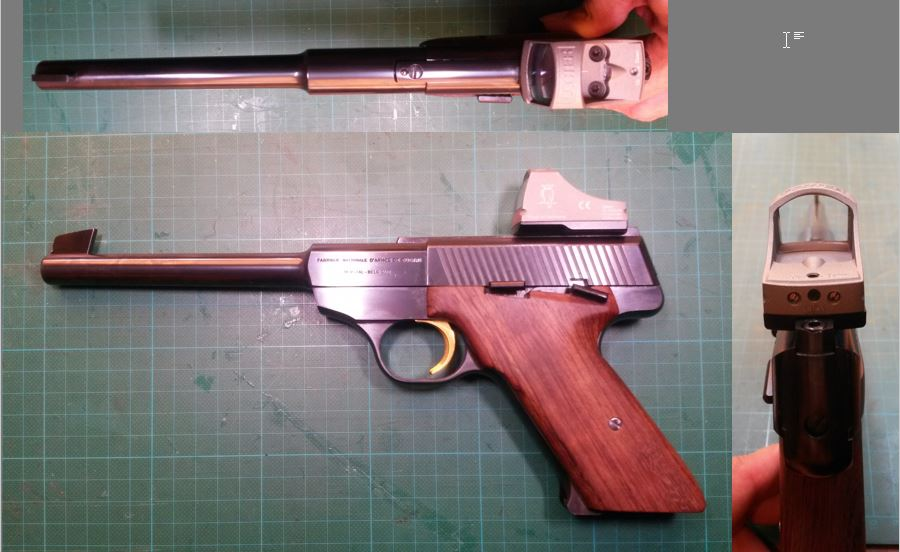
FN Mod. 150 mit nachträglich angebrachtem elektronischem Leuchtpunktvisier

Die Waffen besitzen alle ein einreihiges Magazin für 10 Patronen, die in schneller Folge abgefeuert werden können.
Bei manchen Modellen können am Lauf Gewichte angebracht werden, um das Hochschlagen des Laufs beim Schuss zu verringern.
Die Abzugssysteme lassen sich sehr gut überarbeiten oder sind wie bei der Browning Medalist ab Werk feinjustierbar.
Mit einem seitlich angebrachten Hebel kann mit dem Daumen der rechten Hand der Abzug in einen Modus für das Trockentraining umgeschaltet werden. Die Funktion gilt als wegweisendes Sicherungssystem.
Der Verschluss arbeitet auch mit unterschiedlich laborierter Munition sehr zuverlässig und Waffen mit diesem System besitzen durch den starren Lauf eine gute Eigenpräzision.
All dies machte die FN Browning 150 oder die Browning Challenger in den 70er Jahren zu beliebten Sportpistolen.
Gebrauchte Exemplare werden in Deutschland je nach Zustand zwischen 60,- und 300,- Euro gehandelt.